# كأس الكؤوس الأوروبية 1980–81
كأس الكؤوس الأوروبية 1980–81 (بالألمانية: Europapokal der Pokalsieger 1980/81)‏ هو الموسم 21 من  كأس الكؤوس الأوروبية. الذي يشرف على تنظيمه الاتحاد الأوروبي لكرة القدم، وكان عدد الأندية المشاركة فيه  34، وفاز فيه نادي دينامو تبليسي.

## نتائج الموسم
| المركز | فريق               | لعب | ف | ت | خ | له | عليه | ف.أ | نقاط | ملاحظة |
| ------ | ------------------ | --- | - | - | - | -- | ---- | --- | ---- | ------ |
|        | نادي دينامو تبليسي |     |   |   |   |    |      |     |      |        |